# Municipio de Ohio (condado de Crawford)
El municipio de Ohio (en inglés: Ohio Township) es un municipio ubicado en el condado de Crawford en el estado estadounidense de Indiana. En el año 2010 tenía una población de 742 habitantes y una densidad poblacional de 9,32 personas por km².

## Geografía
El municipio de Ohio se encuentra ubicado en las coordenadas 38°10′5″N 86°23′26″O / 38.16806, -86.39056. Según la Oficina del Censo de los Estados Unidos, el municipio tiene una superficie total de 79.58 km², de la cual 77,96 km² corresponden a tierra firme y (2,03 %) 1,62 km² es agua.

## Demografía
Según el censo de 2010, había 742 personas residiendo en el municipio de Ohio. La densidad de población era de 9,32 hab./km². De los 742 habitantes, el municipio de Ohio estaba compuesto por el 98,38 % blancos, el 0,13 % eran afroamericanos, el 0,81 % eran amerindios, el 0,13 % eran asiáticos, el 0,13 % eran isleños del Pacífico y el 0,4 % eran de una mezcla de razas. Del total de la población el 0,13 % eran hispanos o latinos de cualquier raza.